# Michel Ciry
Michel Ciry (La Baule-Escoublac, 31 augustus 1919 - Varengeville-sur-Mer, 26 december 2018) was een katholieke Franse kunstenaar die zich in verschillende kunstvormen uitdrukte.

## Biografie
Michel Ciry werd geboren in La Baule-Escoublac, dicht bij de monding van de Loire, als zoon van de Vicomte de Ciry. Wanneer Ciry 15 jaar is, merkt zijn vader zijn artistieke talenten op. Hij zendt hem naar L’École supérieure des arts appliqués Duperré in Parijs. Ciry verfijnt zich in verschillende kunsten, waaronder de schilderkunst, het etsen, graveren en tekenen, maar ook de muziekcompositie en de literaire expressie in de vorm van gepubliceerde dagboeken. Katholieke verhalen, beelden en personages blijken voor Ciry een bron van inspiratie.
Ciry kreeg bekendheid met zijn beeldende kunstwerken, maar ook zijn uitgegeven dagboeken en muziekstukken bleven niet zonder succes. Zo was hij in 1953 laureaat van de Koningin Elisabethwedstrijd voor compositie door het innovatieve karakter van zijn muziek. Ciry was ook verschillende keren kandidaat om toe te treden tot de prestigieuze Académie française en was lid van de Académie royale de Belgique. Ciry ontving meerdere bekroningen. Hij overleed uiteindelijk op 26 december 2018 in het Normandische Varengeville-sur-Mer.